# Ilhas Mentawai

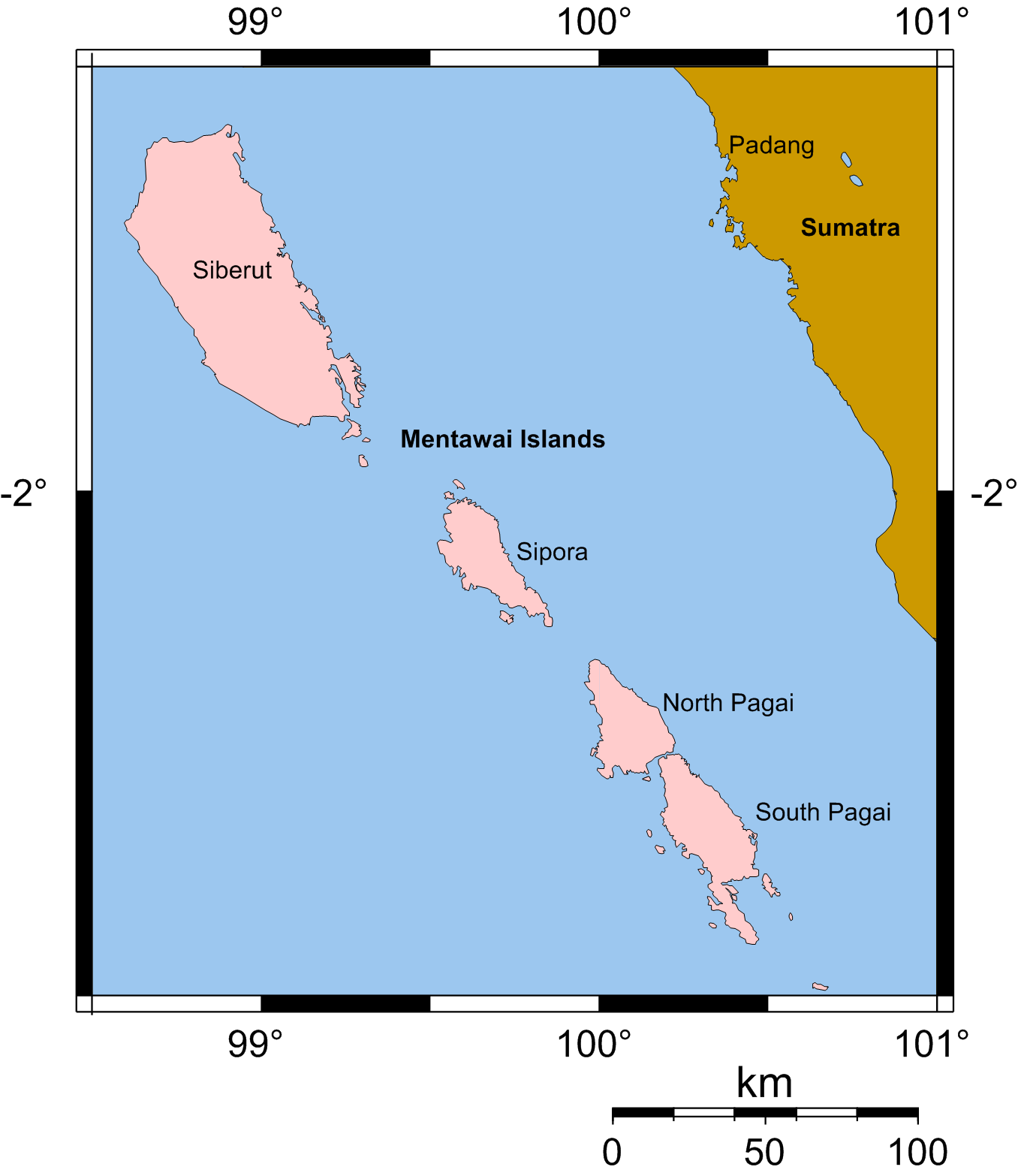
Localização do Arquipélago de Mentawai

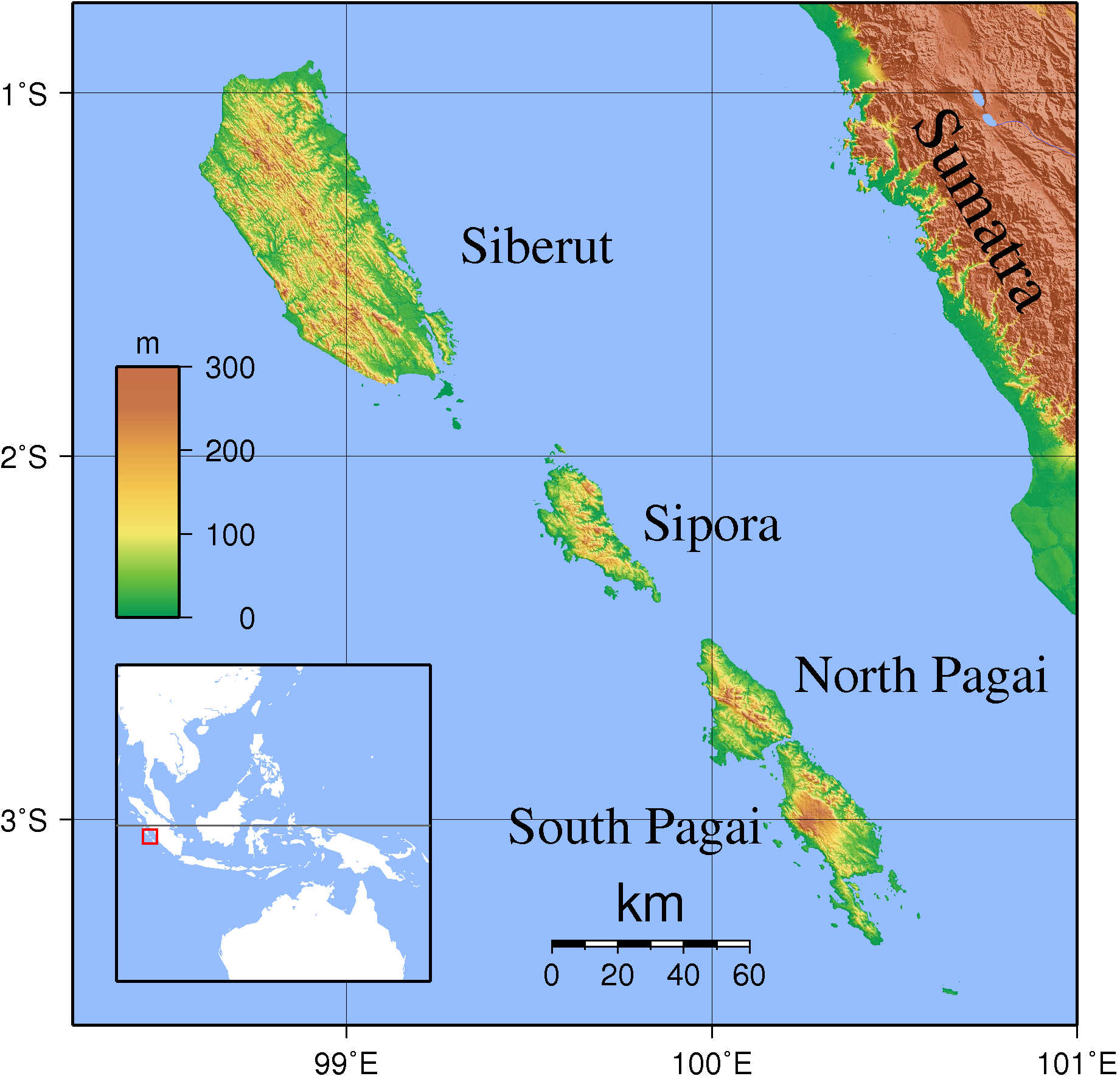
Mapa topográfico das ilhas Mentawai

As ilhas Mentawai são um grupo de 70 ilhas do Oceano Índico, situadas aproximadamente a 150 km da costa oeste de Samatra, na Indonésia. O estreito que as separa de Samatra é o estreito de Mentawai. Faz parte da província de Sumatra Ocidental, da qual constitui um kabupaten (departamento), criado em 1999 a partir do que era um kecamatan (distrito).
Siberut, com 4030 km², é a maior das ilhas. As outras ilhas importantes são Sipura, Pagai Utara e Pagai Selatan.

## População
Os habitantes indígenas das ilhas são os Mentawai, com perto de 30.000 indivíduos, para uma população total de 63.732 habitantes no arquipélago (2000), com a seguinte distribuição por distritos:
- Siberut do Norte: 15.161
- Siberut do Sul: 14.757
- Sipora: 12.840
- Pagai: 20.974

Assim, atualmente, os habitantes das ilhas podem dividir-se em indígenas e imigrantes. Todos eles falam dialectos variantes da língua indígena das ilhas Mentawai, muitos falam a língua nacional indonésia e uma minoria a língua língua Minangkabau. Os imigrantes incluem gente de Sumatra Setentrional (Batak), Sumatra Ocidental (Minangkabau) que representem a maioria da população não indígena, e javaneses, junto com representantes com mais ou menos peso da maioria dos outros grupos étnicos da Indonésia, tal como europeus o americanos que aí residem por actividade profissional (missionários, investigadores, pessoal de ajuda humanitária).